# Guerre d'indépendance
Une guerre d'indépendance ou guerre de libération nationale est un conflit armé, qui prendra généralement la forme d'une guerre civile, dans lequel un peuple lutte contre une domination coloniale ou une occupation étrangère.
Le Protocole l ajouté en 1977 aux Conventions de Genève, qui fait référence au droit des peuples à disposer d'eux-mêmes, mentionne, dans les guerres de libération nationale, la lutte contre un régime raciste.
Quoique les guerres d'indépendance existent depuis longtemps, c'est particulièrement dans le cadre des mouvements d'indépendance ou de libération de la seconde moitié du XXe siècle que s'est précisée la forme particulière de guerre civile qu'est la guerre de libération nationale.
On conçoit que le fait de désigner une guerre sous cette expression plutôt que sous le terme générique d'insurrection ou de guerre civile (position vraisemblable du pouvoir supposé illégitime en place) ne soit pas neutre. En la matière, le sens commun et le sens juridique peuvent se contredire et participer d'une guerre de mots. Or, si les Conventions de Genève étendent aux guerres de libération nationale les mesures de protection applicables aux conflits armés internationaux, le texte reste muet sur les critères permettant de comprendre pourquoi un conflit sera considéré comme guerre d'indépendance (formation du Bangladesh) et l'autre pas (guerre du Biafra, appelée guerre civile du Nigeria). 
L'usage des termes ou la reconnaissance semble participer, en la matière, d'un pragmatisme cynique où seul le résultat du conflit décide de sa nature.